# マイコレドキシン
マイコレドキシン(mycoredoxin)は、次の化学反応を触媒する酸化還元酵素である。
アルセノマイコチオール + マイコレドキシン {\displaystyle \rightleftharpoons } 亜ヒ酸 + マイコチオール-マイコレドキシンジスルフィド
この酵素の基質はアルセノマイコチオールとマイコレドキシンで、生成物は亜ヒ酸とマイコチオール-マイコレドキシンジスルフィドである。
この酵素は酸化還元酵素に属し、ジスルフィドを受容体としてリンまたはヒ素に特異的に作用する。組織名はarseno-mycothiol:mycoredoxin oxidoreductaseで、別名にMrx1、MrxIがある。